# Golden Submarine
El Golden Submarine fue un automóvil de carreras con perfil aerodinámico de principios del siglo XX. Fue diseñado y construido en 1917 por Fred Offenhauser y Harry A. Miller para Barney Oldfield. La revista AutoWeek dijo de este vehículo que proporcionó a Miller la "prominencia nacional como constructor de coches de carreras".

## Antecedentes
Oldfield colaboró con Miller, que desarrollaba y construía carburadores en Los Ángeles, para crear una máquina de carreras que no solo fuese rápida y duradera, sino que también protegería al conductor en caso de accidente. Bob Burman, uno de los principales rivales de Oldfield y uno de sus mejores amigos, murió en un accidente durante una carrera en Corona (California), debido a las graves lesiones que sufrió mientras su coche de cabina abierta volcaba y daba varias vueltas de campana fuera de la carretera. Oldfield y Miller se unieron para construir un automóvil de carreras que incorporaba una jaula antivuelco dentro de un compartimento del conductor aerodinámico, protegiendo por completo al piloto.

## Construcción
El Golden Submarine se construyó a partir de un casco de aluminio con numerosas ventanas para mejorar la visión del piloto. El color dorado se logró con una combinación de polvo de bronce y laca. La construcción del automóvil costó 15 000 dólares.

### Especificaciones
El automóvil equipaba un motor de aleación de aluminio de cuatro cilindros en línea (9,2 cm de diámetro y 17,8 cm de carrera) y cubicaba 4,74 litros. Rendía 136 caballos a 2950 revoluciones por minuto, y disponía de un árbol de levas en cabeza desmodrómico, doble colector de admisión para cada cilindro, bujías dobles y magnetos. Su carrocería y el chasis eran de aluminio, había sido ensayado en un túnel de viento, y estaba dotado con protección contra el vuelco. Tenía una distancia entre ejes de 260 cm y pesaba 730 kg.

## Historia en competición
El automóvil hizo su primera salida el 16 de junio de 1917 en el Chicago Board Speedway en Maywood (Illinois). El motor falló después de 10 mi (16,1 kilómetros), pero promedió 104 mph (167,4 kilómetros por hora) hasta ese punto. Los problemas del motor se resolvieron la semana siguiente y el 25 de junio derrotó e su archirrival Ralph DePalma tres veces en la pista de tierra de Milwaukee. El automóvil compitió en 54 carreras con 20 victorias, 2 segundos y 2 terceros. El automóvil calificó para las 500 Millas de Indianápolis de 1919, pero quedó eliminado después de un fallo del motor.